# Mariota Tiumalu Tuiasosopo
Mariota Tiumalu Tuiasosopo (1905–1957) là tác giả của Amerika Samoa, quốc ca của Samoa thuộc Mỹ. Con gái của Mariota, Seuva’ai Mere Tuiasosopo-Betham, nguyên là phó thẩm phán của tòa án tối cao của Samoa thuộc Mỹ.